# Daniil Semënovič Ėl'men'
Daniil Semënovič Ėl'men' (in russo  Даниил Семё́нович Эльме́нь?; Ismendery, 29 dicembre 1885 – Il'inka, 3 settembre 1932) è stato un imprenditore, economista e politico russo di etnia ciuvascia che svolse importanti funzioni durante il periodo della rivoluzione russa e della seguente guerra civile. È considerato il padre della Patria Ciuvascia, durante gli anni della sua vita ha cercato di renderla uno stato indipendente. Fu tra l'altro il primo presidente del Soviet Ciuvascio e direttore del giornale Hypar.

## Biografia
Nato da una famiglia medio borghese, negli anni dell'infanzia e dell'adolescenza aiutò la famiglia nella loro impresa, studiò a Simbirsk, e durante la rivoluzione d'ottobre si unì ai bolscevichi. Dapprima apprezzato per il suo carisma e la sua eloqueza, negli anni dello stalinismo venne considerato persona scomoda e venne allontanato dalla vita politica. Morì il 3 settembre in una casa di riposo, ma si pensa che sia stato assassinato. Dopo 40 anni venne riabilitato.

## Onorificenze
A Čeboksary gli è stata dedicata la via principale e per la sua riabilitazione furono organizzate feste e manifestazioni, così come al suo 80º anniversario dalla scomparsa.